# Phrynobatrachus phyllophilus
Phrynobatrachus phyllophilus är en groddjursart som beskrevs av Rödel och Ernst 2002. Phrynobatrachus phyllophilus ingår i släktet Phrynobatrachus och familjen Phrynobatrachidae. IUCN kategoriserar arten globalt som nära hotad. Inga underarter finns listade i Catalogue of Life.